# Brakfjärden
Brakfjärden är en sjö i Skinnskattebergs kommun i Västmanland och ingår i Norrströms huvudavrinningsområde. Sjön har en area på 0,124 kvadratkilometer och ligger 104 meter över havet.

## Delavrinningsområde
Brakfjärden ingår i det delavrinningsområde (662505-150988) som SMHI kallar för Inloppet i Långbjörken. Medelhöjden är 107 meter över havet och ytan är 11,34 kvadratkilometer. Det finns inga avrinningsområden uppströms utan avrinningsområdet är högsta punkten. Flenaån som avvattnar avrinningsområdet har biflödesordning 5, vilket innebär att vattnet flödar genom totalt 5 vattendrag innan det når havet efter 196 kilometer. Avrinningsområdet består mestadels av skog (88 procent). Avrinningsområdet har 1,06 kvadratkilometer vattenytor vilket ger det en sjöprocent på 9,4 procent.